# Erick Cabaco
Erick Cathriel Cabaco Almada, meglio noto come Erick Cabaco (Montevideo, 19 aprile 1995), è un calciatore uruguaiano, difensore del Racing Ferrol.

## Carriera

### Club
Cresciuto nel settore giovanile del Rentistas, esordisce in prima squadra il 6 aprile 2014, nella partita vinta per 1-0 contro il River Plate Montevideo.
Il 7 gennaio 2016 viene acquistato dal Nacional, che il 23 agosto lo cede in prestito oneroso per 300.000 euro al Nancy.
Il 1º settembre 2017 passa in prestito con diritto di riscatto al Levante, che al termine della stagione lo acquista a titolo definitivo.
Il 31 gennaio 2020 si trasferisce al Getafe, con cui firma un quadriennale. Esordisce con gli Azulones il 7 marzo, nella sfida casalinga pareggiata contro il Celta Vigo.

### Nazionale
Ha partecipato ai Mondiali Under-20 del 2015.

## Statistiche

### Presenze e reti nei club
Statistiche aggiornate al 23 settembre 2023.
| Stagione         | Squadra          | Campionato       | Campionato | Campionato | Coppe nazionali | Coppe nazionali | Coppe nazionali | Coppe continentali | Coppe continentali | Coppe continentali | Altre coppe | Altre coppe | Altre coppe | Totale | Totale |
| Stagione         | Squadra          | Comp             | Pres       | Reti       | Comp            | Pres            | Reti            | Comp               | Pres               | Reti               | Comp        | Pres        | Reti        | Pres   | Reti   |
| ---------------- | ---------------- | ---------------- | ---------- | ---------- | --------------- | --------------- | --------------- | ------------------ | ------------------ | ------------------ | ----------- | ----------- | ----------- | ------ | ------ |
| 2013-2014        | Rentistas        | PD               | 3          | 1          | -               | -               | -               | -                  | -                  | -                  | -           | -           | -           | 3      | 1      |
| 2014-2015        | Rentistas        | PD               | 19         | 0          | -               | -               | -               | CS                 | 2                  | 0                  | -           | -           | -           | 21     | 0      |
| 2015             | Rentistas        | PD               | 14         | 2          | -               | -               | -               | -                  | -                  | -                  | -           | -           | -           | 14     | 2      |
| Totale Rentistas | Totale Rentistas | Totale Rentistas | 36         | 3          |                 | -               | -               |                    | 2                  | 0                  |             | -           | -           | 38     | 3      |
| feb.-giu. 2016   | Nacional         | PD               | 7          | 0          | -               | -               | -               | CL                 | 1                  | 0                  | -           | -           | -           | 8      | 0      |
| ago. 2016-2017   | Nancy            | L1               | 20         | 0          | CF+CdL          | 1+1             | 0               | -                  | -                  | -                  | -           | -           | -           | 22     | 0      |
| sett. 2017-2018  | Levante          | PD               | 14         | 0          | CR              | 4               | 0               | -                  | -                  | -                  | -           | -           | -           | 18     | 0      |
| 2018-2019        | Levante          | PD               | 21         | 2          | CR              | 3               | 1               | -                  | -                  | -                  | -           | -           | -           | 24     | 3      |
| 2019-gen. 2020   | Levante          | PD               | 11         | 0          | CR              | 1               | 0               | -                  | -                  | -                  | -           | -           | -           | 12     | 0      |
| Totale Levante   | Totale Levante   | Totale Levante   | 46         | 2          |                 | 8               | 1               |                    | -                  | -                  |             | -           | -           | 54     | 3      |
| gen.-giu. 2020   | Getafe           | PD               | 4          | 0          | CR              | -               | -               | UEL                | 0                  | 0                  | -           | -           | -           | 4      | 0      |
| 2020-2021        | Getafe           | PD               | 20         | 0          | CR              | 1               | 0               | -                  | -                  | -                  | -           | -           | -           | 21     | 0      |
| 2021-2022        | Getafe           | PD               | 10         | 0          | CR              | 2               | 0               | -                  | -                  | -                  | -           | -           | -           | 12     | 0      |
| Totale Getafe    | Totale Getafe    | Totale Getafe    | 34         | 0          |                 | 3               | 0               |                    | 0                  | 0                  |             | -           | -           | 37     | 0      |
| 2022-2023        | Granada          | SD               | 15         | 0          | CR              | 1               | 0               | -                  | -                  | -                  | -           | -           | -           | 16     | 0      |
| 2023-2024        | Estoril Praia    | PL               | 6          | 0          | CP+CdL          | 0               | 0               | -                  | -                  | -                  | -           | -           | -           | 6      | 0      |
| Totale carriera  | Totale carriera  | Totale carriera  | 164        | 5          |                 | 14              | 1               |                    | 3                  | 0                  |             | -           | -           | 182    | 6      |

## Palmarès

### Club

#### Competizioni nazionali
- Segunda División: 1

Granada: 2022-2023